# Font de la plaça de Sant Eudald
La Font de la plaça de Sant Eudald és una font de Ripoll protegida com a Bé Cultural d'Interès Local.

## Descripció
La font consta d'un pilar coronat per una creu de ferro. A la part de baix hi ha dues piques col·locades en costats oposats. Una d'elles està inutilitzada, ja que està tapada amb ciment. Als laterals de la base hi ha uns elements decoratius de formes corbes.